# Modernizm poza Europą i Stanami Zjednoczonymi

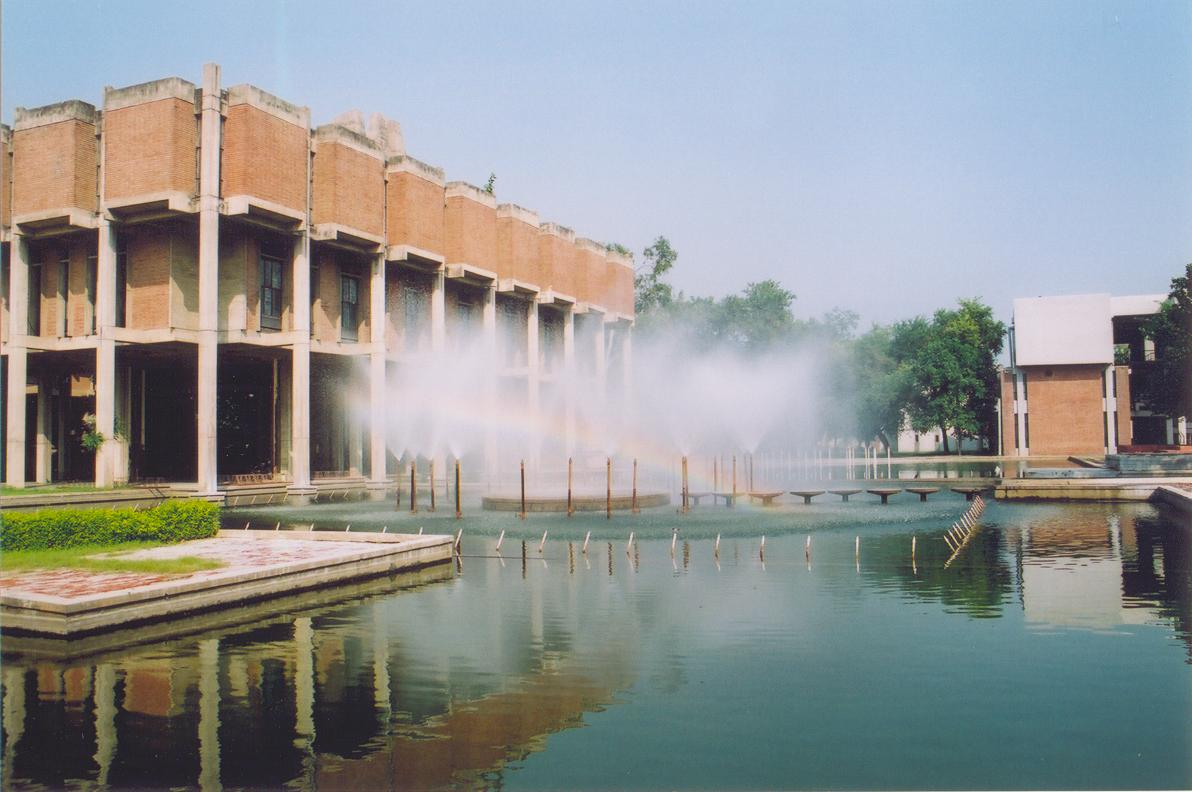
Modernizm indyjski: A. Kanvinde, Biblioteka Instytutu Technologii w Kanpurze

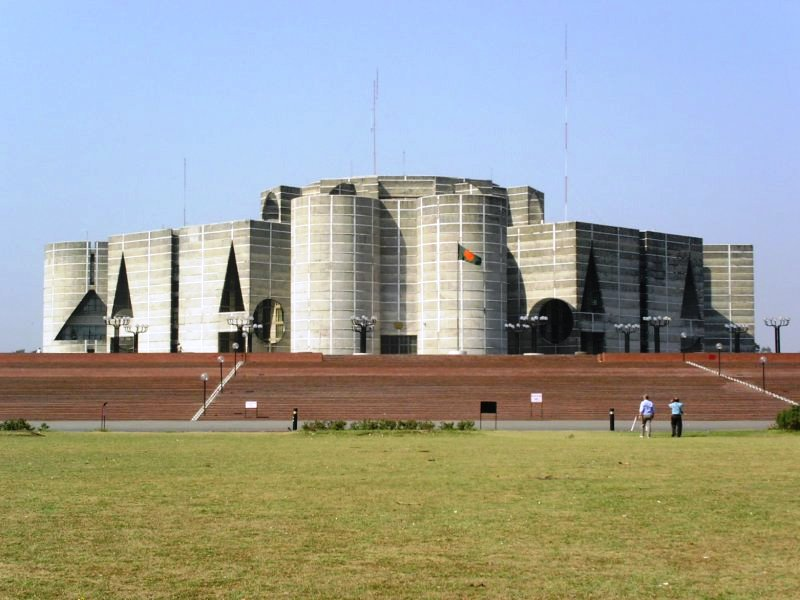
Modernizm w Bangladeszu: L. Kahn, Parlament w Dhace

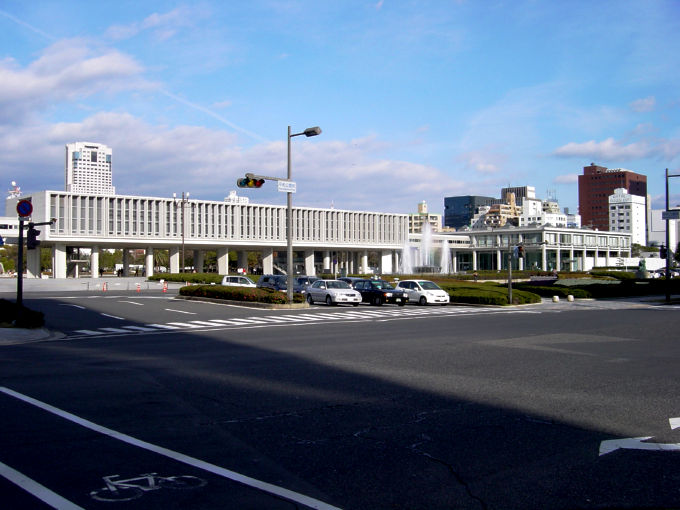
Modernizm japoński: K. Tange, muzeum ofiar wojny w Chiran, 1955

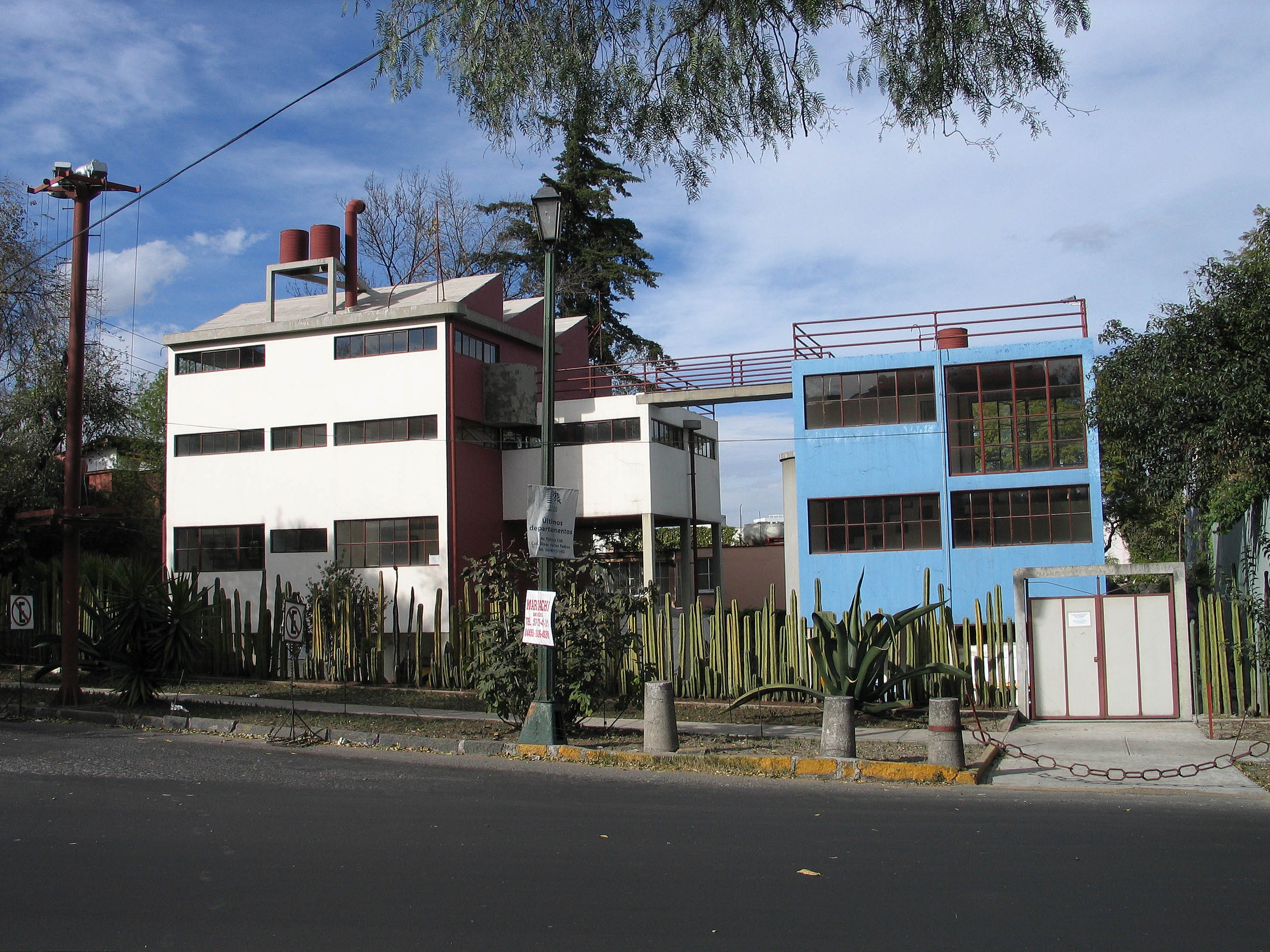
Modernizm meksykański: J. O’Gorman, dom Diego Rivery i Fridy Kahlo

Architektura modernistyczna – stanowiła pierwszy ogólnoświatowy prąd architektoniczny. Choć jej rozwój poza Europą nastąpił ze stosunkowo dużym opóźnieniem, to jej źródeł należy się doszukiwać w tradycjach budowlanych krajów spoza kręgu kultury europejskiej. Charakterystyczne dla modernizmu elementy zostały m.in. przez Le Corbusiera i Wrighta zaobserwowane w architekturze Bliskiego Wschodu (płaskie dachy, gładkie bielone elewacje, formy zabudowy tarasowej i dywanowej) oraz Dalekiego Wschodu (modularna i szkieletowa konstrukcja, asymetria, wkomponowanie w krajobraz). Modernistyczna architektura pojawiająca się w krajach azjatyckich od lat 30. XX w. nie pozostawała w sprzeczności z lokalnymi tradycjami.

## Azja

### Izrael
Nowo zakładane żydowskie miasta w Izraelu realizowano wedle zasad modernistycznych. Autorem planu Hajfy był wywodzący się z Niemiec architekt Adolf Rading, dawny członek Werkbundu. Modernistyczną willę i bibliotekę dla przedsiębiorcy Salmanna Schockena wzniósł w Jerozolimie Erich Mendelsohn.

### Irak
Uniwersytet w Bagdadzie został rozplanowany i wzniesiony w latach 50. przez Waltera Gropiusa i TAC.

### Indie
stolica Pendżabu, Czandigarh została założona w latach 1952–1959 według zasad Karty Ateńskiej na podstawie projektu Le Corbusiera, który zaprojektował w nim również główne obiekty rządowe i użyteczności publicznej. W Ahmadabadzie Louis Kahn wzniósł w latach 1962–1974 Indyjski Instytut Zarządzania o plastycznych i dramatycznych formach.
W latach 60. XX w. na czoło awangardy indyjskich architektów wysunął się Achyut Kanvinde, tworzący architekturę należącą do orientującego się nie tylko na estetykę, ale przede wszystkim etykę nurtu brutalizmu.

### Bangladesz
Ukończony w 1982 budynek Jatiyo Sangshad Bhaban (zgromadzenia narodowego) w Dhace, który zrealizował amerykański architekt Louis Kahn, jest często uważany za jedno ze szczytowych osiągnięć późnego modernizmu.

### Japonia
Od lat 20. XX w. działał w Japonii Antonin Raymond, amerykański architekt pochodzenia słowackiego. W 1924 Frank Lloyd Wright wzniósł Hotel Cesarski w Tokio.
Głównym architektem powojennego modernizmu japońskiego był Kenzō Tange, znany przede wszystkim z pomnika ofiar II wojny światowej w Hiroszimie i budynków Igrzysk Olimpijskich w Tokio w 1964. Tange miał również wielki wpływ na nauczanie i teorię architektury. Uczniowie Tangego, tacy jak Arata Isozaki i Kisho Kurokawa, utworzyli zorientowaną funkcjonalistycznie i marksistowsko grupę metabolistów, sprzeciwiającą się estetyzmowi.

## Ameryka Południowa i Środkowa

### Brazylia
Najbardziej znani architekci modernizmu brazylijskiego to Lúcio Costa i Oscar Niemeyer, którzy zdobyli światową sławę jako współtwórcy Brasílii. Budowa nowej brazylijskiej stolicy stanowiła najbardziej spektakularną demonstrację modernistycznej urbanistyki.

### Meksyk
W Meksyku działali nowocześni architekci Luis Barragán i Abraham Zabludovsky, łączący nowoczesną żelbetową konstrukcję budynków z elementami regionalnymi.

## Australia i Oceania

### Australia
Najbardziej znanym architektem australijskiego modernizmu był Harry Seidler, uczeń Gropiusa, projektujący zarówno biurowe wieżowce, jak również liczne domy jednorodzinne (inspirowane architekturą Kalifornii). Autorem licznych domów jednorodzinnych nawiązujących do stylu Miesa van der Rohe jest Glenn Murcutt. Najbardziej znany australijski budynek nowoczesny, Operę w Sydney, zaprojektował Duńczyk Jørn Utzon.